# Loretta Handrabura
Loretta Handrabura (n. 23 februarie 1970, Baraboi, Dondușeni, RSS Moldovenească, URSS, astăzi în Republica Moldova) este o conferențiară universitară, etnologă și politiciană din Republica Moldova, doctoriță în filologie. A deținut funcția de viceministru al Educației a Republicii Moldova de la 20 noiembrie 2009 până în iulie 2015 și a fost ministru al Tineretului și Sportului al Republicii Moldova între 30 iulie 2015 și 20 ianuarie 2016.

## Biografie
S-a născut într-o familie de agricultori, iar mama sa i-a ales numele Loretta, nume care la acea dată nu se afla în nomenclatorul administrației, astfel a fost trecută în acte Larisa. A crescut în satul Baraboi, raionul Dondușeni, unde a urmat școala medie de cultură generală, iar, mai apoi, a dorit să-și urmeze visul de a deveni interpretă de muzică pupulară, dar a fost respinsă de Colegiul Muzical „Ștefan Neaga”.
A absolvit Facultatea de Filologie a Universității Pedagogice de Stat „Ion Creangă” din Chișinău, specialitatea Limba și literatura romană, în anul 1992, iar în perioada 1994 - 1998 face studiile de doctorat la Universitatea „Alexandru Ioan Cuza” din Iași. Își susține lucrarea de doctorat în folclor în anul 2000.
Începând cu anul 1992 devine asistentă în cadrul Universității Pedagogice de Stat „Ion Creangă”, iar din anul 2003 este conferențiară la catedra literatura română și comparată.
A fost inclusă în Dicționarul etnologilor români al lui Iordan Datcu în anul 2001.
Începând cu anul 2002 colaborează cu Centrul Educațional Pro Didactica, ca formatoare și expertă, iar din această poziție se implică și ia atitudine asupra egalităților în drepturi între genuri. În anul 2007 a colaborat cu UNIFEM (United Nations Development Fund for Women), ca expertă, pentru proiectul Strategia națională a egalității de gen, iar în anul 2008 a fost numită expertă în Consiliul Europei din partea Republicii Moldova pe problema gen și mass media.

### Activitatea politică
A început să activeze pe scena politică în anul 1992, devenind membră a Partidului Social Democrat, unde a deținut funcțiile de președintă a organizației de femei, dar și de vicepreședintă pe probleme sociale. În anul 2007 a fost aleasă de pe listele acestui partid în Consiliul municipal Chișinău.
În anul 2009 a părăsit Partidul Social Democrat și a devenit membră a Partidului Liberal Democrat din Moldova.
La 20 noiembrie 2009 a fost numită viceministră a Educației Republicii Moldova, funcție pe care a deținut-o până la 30 iulie 2015 când a fost numită în funcția de Ministru al Tineretului și Sportului al Republicii Moldova în Guvernul Streleț.

## Distincții și decorații
La 24 iulie 2014 a fost decorată cu Medalia „Meritul Civic” de către Președintele Republicii Moldova, Nicolae Timofti, „pentru contribuții decisive la desăvârșirea obiectivului major de politică externă al Republicii Moldova – asocierea politică și integrarea economică cu Uniunea Europeană”.
La 29 iulie 2014 Loretta Handrabura a trimis o scrisoare către președintele Nicolae Timofti prin care l-a anunțat că renunță la distincție solicitând sa fie exclusă din listă și precizând că „preferă să rămână cu experiența acumulată în calitate de negociatoare a Acordului de Asociere RM-UE”.

## Lucrări publicate
A publicat o monografie, un manual, 5 studii, 4 auxiliare didactice, 5 microstudii, 7 programe analitice și în jur de 100 articole (56 științifice).
- Artur Gorovei: studiu monografic, Editura „Elan Poligraf”, Chișinău, 2007
- Gen și mass media - Studiu, Centrul „Parteneriat pentru Dezvoltare”, Chișinău, 2007
- Educație pentru echitate de gen și șanse egale, „Biblioteca Pro Didactica”, Chișinău, 2007, în colaborare cu Viorica Goraș-Postică
- Depășirea dificultăților la lectură și scriere, „Biblioteca Pro Didactica”, Chișinău, 2007, în colaborare cu Tatiana Cartaleanu, Viorica Goraș-Postică